# Parabodonida
Parabodonida es un grupo de protistas de vida libre o parásitos incluido en la clase Kinetoplastea. Son biflagelados, con ambos flagelos carentes de pelos, estando el flagelo posterior libre o adherido a la célula. Son fagotrofos u osmotrofos con un citostoma anterolateral, usualmente con un prominente puente preoral. El cinetoplasto es de tipo pancinetoplasto o eucinetoplasto, con círculos de DNA que no forman una red. Uno de los géneros es Cryptobia, parásito de peces y otros animales.